# Giustenice
Giustenice – miejscowość i gmina we Włoszech, w regionie Liguria, w prowincji Savona.
Według danych na rok 2016 gminę zamieszkiwały 977 osoby, 57,5 os./km².